# Nicolaus von Wirén
Nicolaus von Wirén (* 15. September 1962 in Trollhättan, Schweden) ist ein deutscher Agrarbiologe. Er ist Geschäftsführender Direktor des Leibniz-Instituts für Pflanzengenetik und Kulturpflanzenforschung (IPK) in Gatersleben und gehört zu den Gründungsmitgliedern des WissenschaftsCampus Halle, darüber hinaus ist er Vorsitzender der Deutschen Gesellschaft für Pflanzenernährung.

## Leben
Nach dem Abitur in Reutlingen studierte Nicolaus von Wirén Agrarbiologie an der Universität Hohenheim und promovierte 1994 mit einer Forschungsarbeit aus dem Institut für Pflanzenernährung über Eisenmobilisierungsstrategien bei Nutzpflanzen. Unterstützt durch ein Stipendium des japanischen Außenministeriums nutzte er 1992 einen einjährigen Forschungsaufenthalt an der Universität Tokyo, Japan, zum Erlernen molekularbiologischer Methoden, bevor er mithilfe eines EMBO- und Alexander-von-Lynen Stipendiums 1995 an die INRA/CNRS Montpellier, Frankreich ging, um biochemische Aspekte der Eisenaufnahme von Pflanzen zu untersuchen.
Danach verbrachte er zwei Monate am King’s College London, um Prozesse der Eisenkomplexbildung zu untersuchen. 1996 übernahm er zunächst eine Assistentenstelle am Botanischen Institut der Universität Tübingen, bevor er 1999 dort eine eigenständige Arbeitsgruppe am Zentrum für Molekularbiologie der Pflanzen (ZMBP) etablierte, die sich primär der Identifizierung und Charakterisierung von pflanzlichen Ammonium- und Harnstofftransportern widmete.
Nach seiner Habilitation im Fach Pflanzenphysiologie an der Universität Tübingen nahm er 2001 den Ruf an die Universität Hohenheim an, wo er den Lehrstuhl für Pflanzenernährung übernahm. 2005 verbrachte er eine Forschungssemester am Australian Center for Plant Functional Genomics in Adelaide, Australien. Im April 2009 wechselte er an das IPK Gatersleben, wo er eine Arbeitsgruppe zur „Molekularen Pflanzenernährung“ leitet.
In der Forschung gilt sein hauptsächliches Interesse den Mechanismen und der Regulation der Nährstoffaufnahme über die Wurzeln, der morphogenetischen Wirkung von Pflanzennährstoffen sowie pflanzlicher Mechanismen der Nährstoffeffizienz.
Im Jahr 2021 wurde er in der Sektion Agrar- und Ernährungswissenschaften als Mitglied in die Nationale Akademie der Wissenschaften Leopoldina aufgenommen.

## Mitgliedschaften und Engagements
- American Society for Plant Biology
- Deutsche Botanische Gesellschaft
- Deutsche Gesellschaft für Pflanzenernährung (DGP, Vorsitzender)

## Publikationen
- Publikationsliste der Abteilung Physiologie und Zellbiologie Gattersleben
- N.v. Wirén: Mechanisms and Regulation of Ammonium Uptake in Higher Plants. Tübingen on Springer